# Вулиця Бєлякова (Мелітополь)
Вулиця Бєлякова — вулиця в місті Мелітополь, одна з центральних вулиць селища Піщане. Починається від вулиці Михайла Оратовського і закінчується, зливаючись з  вулицею Болгарською. На ділянці від вулиці Павла Сивицького до проспекту Богдана Хмельницького вулицею проходить автошлях М14 «Одеса — Мелітополь — Новоазовськ».

## Історія
Перша відома згадка про вулицю датується 20 грудня 1946 роком.
Вулиця названа на честь Героя Радянського Союзу, льотчика Олександра Бєлякова (1897—1982), штурмана екіпажу, який вчинив у складі екіпажу Валерія Чкалова безпосадочні перельоти з Москви на Далекий Схід (1936) і через Північний полюс у США (1937).

## Об'єкти

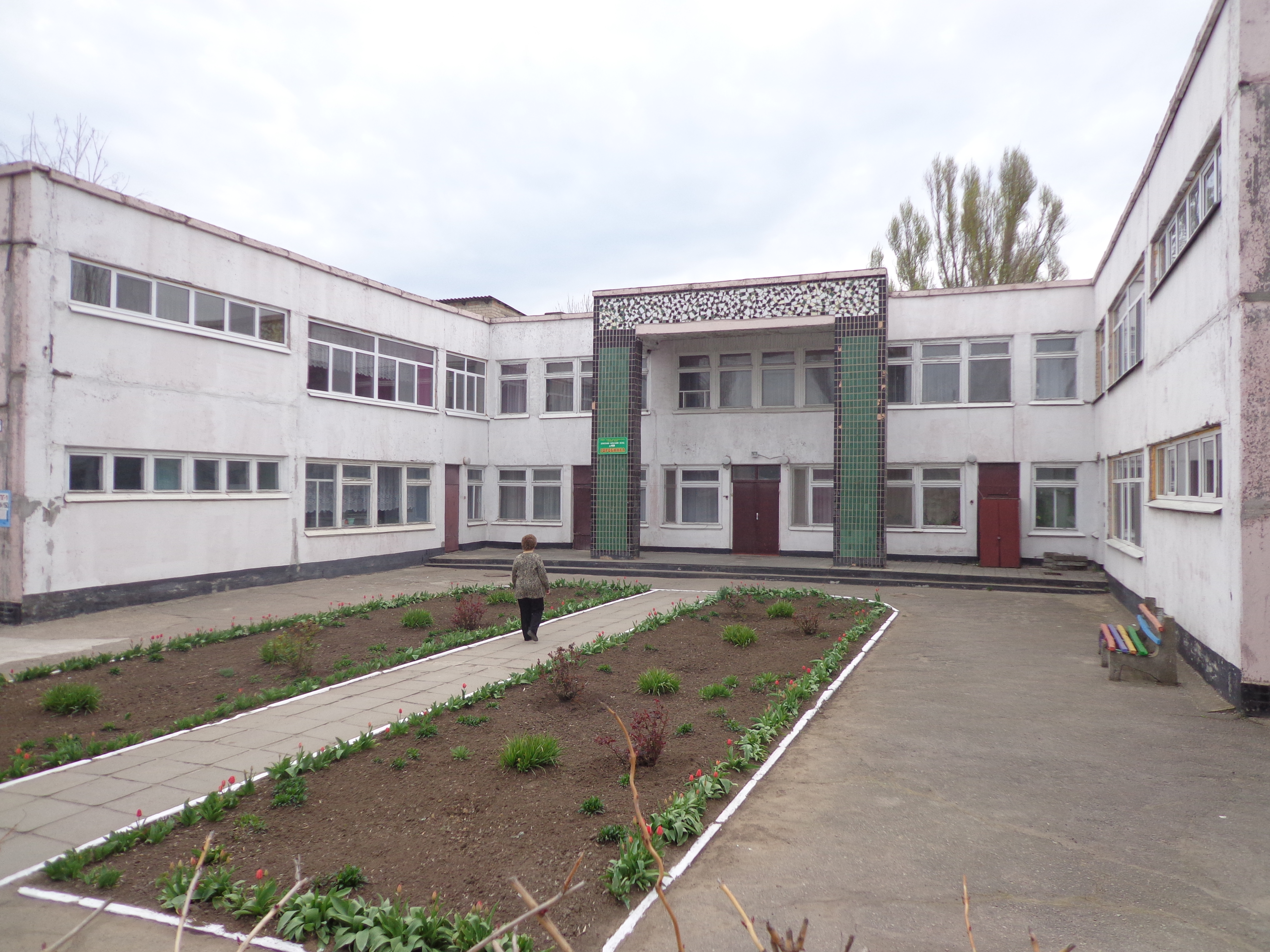
Дитячий садок «Горобина»
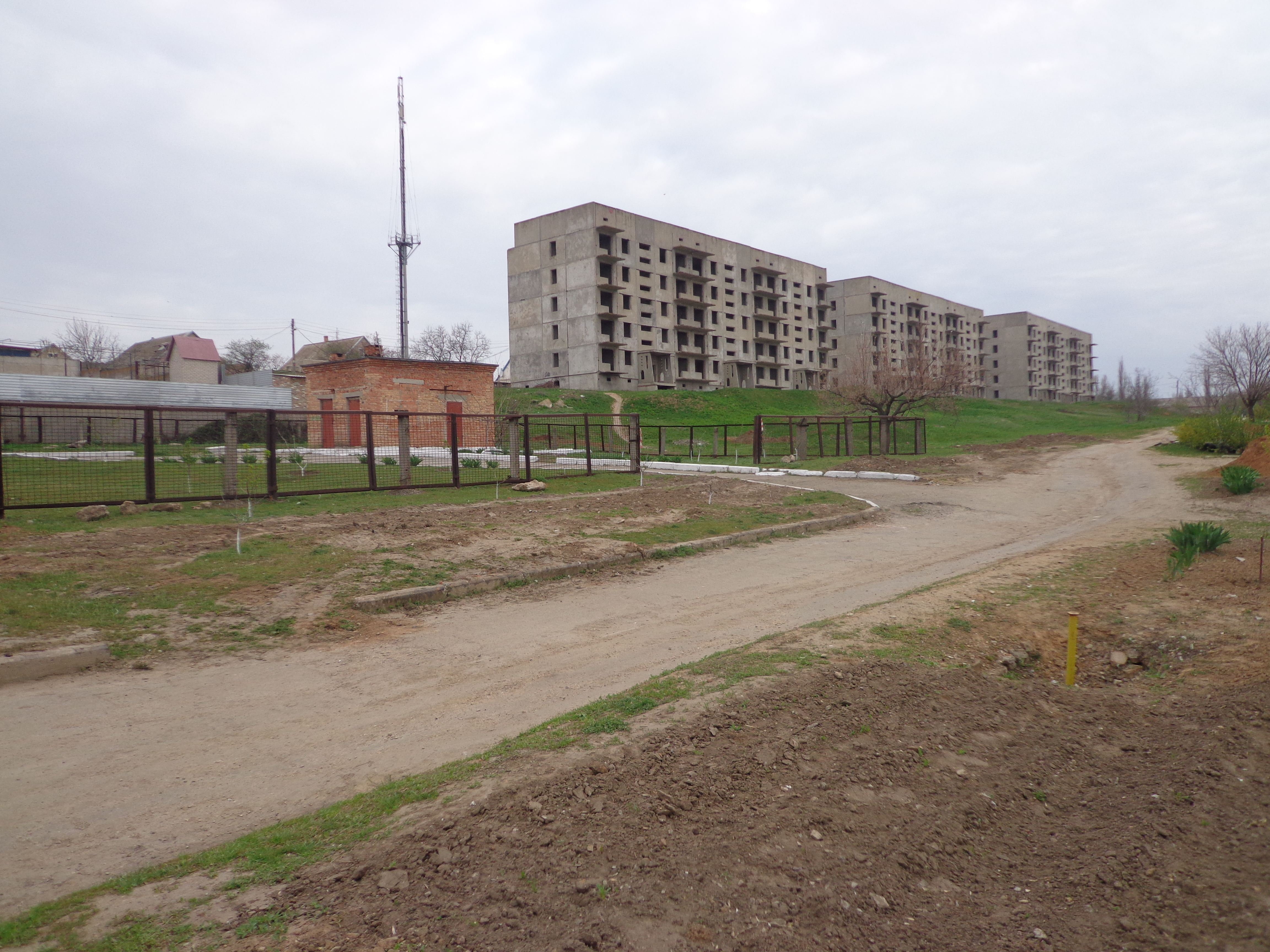
Продовольчий ринок

- Дитячий садок «Горобина»
- Три недобудованих п'ятиповерхових будинки